# Matthew Lillard
Matthew Lillard, rodným jménem Matthew Lyn Lillard (* 24. ledna 1970, Lansing) je americký herec. Vyrůstal v Kalifornii a svou kariéru zahájil na počátku devadesátých let. Hrál například ve filmech Miluj mě, prosím (2004), Pánská jízda (2006) a Zpátky ve hře (2012). V letech 2013 až 2014 hrál v televizním seriálu The Bridge postavu reportéra Daniela Frye. Roku 2011 rovněž hrál v jedné epizodě („V nadživotní velikosti“) seriálu Dr. House. Věnuje se také dabingu animované série Scooby-Doo, kde dabuje postavu jménem Shaggy Rogers. V roce 2000 se oženil s Heather Helm, jejímž přítelem byl od roku 1998, s níž má tři děti.

## Filmografie

### Film
| Rok  | Název                                       | Role                             | Poznámky            |
| ---- | ------------------------------------------- | -------------------------------- | ------------------- |
| 1991 | Ghoulies III: Ghoulies Go to College        | Stork                            |                     |
| 1994 | Šest vražd stačí, maminko!                  | Chip Sutphin                     |                     |
| 1995 | Animal Room                                 | Doug Van Housen                  |                     |
| 1995 | Ride for Your Life                          | Nash                             |                     |
| 1995 | Šílená láska                                | Eric Webber                      |                     |
| 1995 | Nebezpečná síť                              | Emmanuel Goldstein               |                     |
| 1995 | Tarantella                                  | Matt Reynolds                    |                     |
| 1996 | Kdyby zdi mohly mluvit                      | Abortion Protester               |                     |
| 1996 | Vřískot                                     | Stuart "Stu" Macher              |                     |
| 1997 | Vřískot 2                                   | Kluk na párty                    | nekreditovaná role  |
| 1998 | Dead Man's Curve                            | Tim Jackson                      |                     |
| 1998 | Superlék                                    | Tim LaFlour                      |                     |
| 1998 | Kariéristi                                  | Adam Ginesberg                   |                     |
| 1998 | Hranice možností                            | Roscoe Devine                    |                     |
| 1998 | SLC Punk!                                   | Steven Levy                      |                     |
| 1999 | Důvod zabíjet                               | Jack Fisher                      |                     |
| 1999 | Taková normální holka                       | Brock Hudson                     |                     |
| 1999 | Wing Commander                              | Todd „Maniak“ Marshall           |                     |
| 2000 | Marná lásky snaha                           | Longaville                       |                     |
| 2000 | Dish Dogs                                   | Jason                            |                     |
| 2001 | Finder's Fee                                | Rybář                            |                     |
| 2001 | Triangle Square                             | Pojídač hadů                     |                     |
| 2001 | Letní vzplanutí                             | Billy Brubaker                   |                     |
| 2001 | 13 duchů                                    | Dennis Rafkin                    |                     |
| 2002 | Scooby-Doo                                  | Shaggy Rogers                    |                     |
| 2003 | Looney Tunes: Zpět v akci                   | Sám sebe                         | Cameo               |
| 2004 | Perfektní skóre                             | Larry                            |                     |
| 2004 | Scooby-Doo 2: Nespoutané příšery            | Shaggy Rogers                    |                     |
| 2004 | Miluj mě, prosím                            | Luke                             |                     |
| 2004 | Nekecej a pádluj!                           | Jerry Conlaine                   |                     |
| 2005 | Karas                                       | Eko (hlas)                       |                     |
| 2006 | Žhavé nápady                                | Spaceman                         |                     |
| 2006 | Pánská jízda                                | Dez Howard                       |                     |
| 2007 | Ve jménu krále                              | Duke Fallow                      |                     |
| 2007 | What Love Is                                | Sal                              |                     |
| 2007 | Bude naše                                   | Bob                              | také producent      |
| 2007 | Karas: The Revelation                       | Eko                              |                     |
| 2008 | Spůner                                      | Herman Spooner                   | také producent      |
| 2009 | Messages Deleted                            | Joel Brandt                      |                     |
| 2009 | Osh Kosh B'Gosh: Under the Overall          | Lloyd B'Gosh                     | krátkometrážní film |
| 2009 | All's Faire in Love                         | Crocket                          |                     |
| 2009 | Endless Bummer                              | Mike Mooney                      |                     |
| 2009 | Nejtajnější přání                           | Sám sebe                         |                     |
| 2010 | Scooby-Doo: Abrakadabra!                    | Shaggy Rogers (hlas)             |                     |
| 2010 | Scooby Doo a přízrak na letním táboře       | Shaggy Rogers (hlas)             |                     |
| 2011 | Vřískot 4                                   | Muž ve Stab-a-thon               | nekreditovaná role  |
| 2011 | Scooby Doo: Legenda o Fantosaurovi          | Shaggy Rogers / Shaky Joe (hlas) |                     |
| 2011 | Scooby-Doo! Upíří hudba                     | Shaggy Rogers (hlas)             |                     |
| 2011 | Děti moje                                   | Brian Speer                      |                     |
| 2011 | The Pool Boys                               | Roger                            |                     |
| 2012 | Scooby Doo: Maska Modrého sokola            | Shaggy Rogers (hlas)             |                     |
| 2012 | Scooby Doo a cirkus vlkodlaků               | Shaggy Rogers (hlas)             |                     |
| 2012 | Home Run Showdown                           | Joey                             |                     |
| 2012 | From The Head                               |                                  |                     |
| 2012 | Zpátky ve hře                               | Philip                           |                     |
| 2012 | Tlusťoch válí                               | Guidance counselor               | také producent      |
| 2012 | Dear Dracula                                | Pošťák Gus (hlas)                |                     |
| 2012 | Abominable Christmas                        | Dogcatcher (hlas)                |                     |
| 2013 | Scooby-Doo! Tréma před vystoupením          | Shaggy Rogers (hlas)             |                     |
| 2013 | Scooby Doo a děsivý strašák                 | Shaggy Rogers (hlas)             |                     |
| 2013 | Scooby Doo - Souboj psích titánů            | Shaggy Rogers (hlas)             |                     |
| 2013 | Scoobyho dobrodružství – Tajemná mapa       | Shaggy Rogers (hlas)             |                     |
| 2013 | Návrat na zapomenutý ostrov                 | Jack Rusoe                       |                     |
| 2013 | Kdo zachrání Vánoce?                        | Tinsel (hlas)                    |                     |
| 2013 | Deep Dark Canyon                            | Jack Cavanaugh                   |                     |
| 2013 | Kunta 3D                                    |                                  |                     |
| 2013 | National Lampoon Presents Surf Party        | Mooney                           |                     |
| 2014 | Shoda                                       | Mike                             |                     |
| 2014 | Scooby Doo: Záhada kolem Wrestlemánie       | Shaggy Rogers (hlas)             |                     |
| 2014 | Scooby Doo: Vítězné góly                    | Shaggy Rogers (hlas)             |                     |
| 2014 | Scooby Doo! Frankenhrůza                    | Shaggy Rogers (hlas)             |                     |
| 2014 | Axel: The Biggest Little Hero               | Lizard King (hlas)               |                     |
| 2014 | Under Wraps                                 | Peter (hlas)                     |                     |
| 2015 | Bloodsucking Bastards                       | Phallicyte Executive             | nekreditovaná role  |
| 2015 | Scooby Doo: Měsíční nestvůra vylézá         | Shaggy Rogers (hlas)             |                     |
| 2015 | Scooby-Doo a skupina Kiss                   | Shaggy Rogers (hlas)             |                     |
| 2015 | Scooby-Doo a plážová příšera                | Shaggy Rogers (hlas)             |                     |
| 2016 | Lego Scooby: Strašidelný Hollywood          | Shaggy Rogers (hlas)             |                     |
| 2016 | Scooby-Doo & WWE:Prokletí Speed Démona      | Shaggy Rogers (hlas)             |                     |
| 2016 | 6 Love Stories                              | Alan Mackey                      |                     |
| 2017 | Lego Scooby-Doo! Případ pirátského pokladu  | Shaggy Rogers (hlas)             |                     |
| 2017 | Lego Scooby: Strašidelný Hollywood          | Shaggy Rogers (hlas)             |                     |
| 2018 | Scooby-Doo a Batman: Spolu a odvážně        | Shaggy Rogers (hlas)             |                     |
| 2018 | Scooby-Doo a duch Labužník                  | Shaggy Rogers (hlas)             |                     |
| 2018 | Grace                                       | Bernie Wexler                    |                     |
| 2019 | Scooby-Doo! and the Curse of the 13th Ghost | Shaggy Rogers (hlas)             |                     |
| 2019 | Scooby-Doo! Return to Zombie Island         | Shaggy Rogers (hlas)             |                     |
| —    | One Heart                                   | Ben Hogan                        |                     |
| 2023 | Pět nocí u Freddyho                         | William Afton                    |                     |

### Televize
| Rok                          | Název                                     | Role                                       | Poznámky                                            |
| ---------------------------- | ----------------------------------------- | ------------------------------------------ | --------------------------------------------------- |
| 1990                         | SK8-TV                                    | Sám sebe / moderátor                       | 13 dílů                                             |
| 1994                         | Ztracený syn 4                            | Dawson                                     | TV film                                             |
| 1997                         | Ďáblovo dítě                              | Tim                                        | TV film                                             |
| 1997                         | Detektiv Nash Bridges                     | Brian Van Pelt                             | díl: „Gun Play“                                     |
| 2002                         | Vánoční příběh                            | Luc Fromage                                | TV film                                             |
| 2005                         | Americký táta                             | Bruce (hlas)                               | díl: „Homeland Insecurity"                          |
| 2005, 2007, 2012, 2018, 2019 | Robot Chicken                             | Shaggy Rogers / Mario / Různé hlasy (hlas) | 7 dílů                                              |
| 2006                         | Náhradníci                                | Trevor Bodie (hlas)                        | 2 díly                                              |
| 2006                         | 13 Graves                                 | Matthew McQueen                            | TV film                                             |
| 2006                         | Eloise: The Animated Series               | Monsieur Ducat                             | díl: „Little Miss Christmas“                        |
| 2007                         | Area 57                                   | Steven Isaac                               | neprodaný televizní pilotní díl                     |
| 2008                         | Gary Unmarried                            | Taylor                                     | díl: „Gary's Ex-Brother-In-Law“                     |
| 2009                         | Zákon a pořádek: Útvar pro zvláštní oběti | Chet                                       | díl: „Ballerina“                                    |
| 2009                         | Married Not Dead                          | Rob                                        | neprodaný televizní pilotní díl                     |
| 2010–2013                    | Scooby Doo: Záhady s.r.o.                 | Shaggy Rogers (hlas)                       | 52 dílů                                             |
| 2011                         | Dr. House                                 | Jack                                       | díl: „V nadživotní velikosti“                       |
| 2011                         | Generator Rex                             | Surge                                      | díl: „Waste Land“                                   |
| 2011                         | Batman: Odvážný hrdina                    | Shaggy Rogers (hlas)                       | díl: „Bat-Mite Presents: Batman's Strangest Cases!“ |
| 2011, 2013                   | Mad                                       | Shaggy Rogers (hlas)                       | 2 díly                                              |
| 2012                         | Samurai! Daycare                          | Ned (hlas)                                 | 9 dílů                                              |
| 2012                         | Dokonalý podraz                           | Gabe Erickson                              | díl: „The Real Fake Car Job“                        |
| 2012                         | Myšlenky zločince                         | David Roy Turner                           | díl: „The Apprenticeship“                           |
| 2012                         | Sněhouní Vánoce                           | Shaggy Rogers (hlas)                       | TV speciál                                          |
| 2013                         | I Am Victor                               | Elliot Moe                                 | neprodaný televizní pilotní díl                     |
| 2013–2014                    | The Bridge                                | Daniel Frye                                | 24 dílů                                             |
| 2013–2014                    | Beware the Batman                         | Dr. Jason Burr (hlas)                      | 4 díly                                              |
| 2014, 2016                   | Dobrá manželka                            | Rowby                                      | 2 díly                                              |
| 2015                         | Ve službách CIA                           | CIA ředitel DD Banks                       | 3 díly                                              |
| 2015–2016                    | Scooby-Doo! Lego Shorts                   | Shaggy Rogers (hlas)                       | internetový seriál                                  |
| 2015–2018                    | Be Cool, Scooby-Doo!                      | Shaggy Rogers (hlas)                       | 52 dílů                                             |
| 2016                         | Bosch                                     | Luke 'Lucky' Rykov                         | 5 dílů                                              |
| 2016                         | Halt and Catch Fire - PC Rebelové         | Ken Diebold                                | 4 díly                                              |
| 2017                         | Sláva králi Jelimánovi                    | Ned (hlas)                                 | 2 díly                                              |
| 2017                         | Městečko Twin Peaks                       | William Hastings                           | 4 díly                                              |
| 2018                         | Halfway There                             | Jimmy Bishop                               | neprodaný televizní pilotní díl                     |
| 2018–2021                    | Hodný holky                               | Dean Boland                                | 23 dílů                                             |
| 2018                         | Lovci duchů                               | Shaggy Rogers (hlas)                       | díl: „Scoobynatural“                                |
| 2019                         | Random Acts                               | Shaggy Rogers (hlas)                       | díl: „Operation Exodus“                             |
| 2019                         | FBI                                       | Thomas Gillman/Venutti                     | díl: „Most Wanted“                                  |
| 2019–dosud                   | Scooby-Doo and Guess Who?                 | Shaggy Rogers (hlas)                       |                                                     |
| 2019                         | Teen Titans Go!                           | Shaggy Rogers (hlas)                       | díl: „Cartoon Feud“                                 |

### Videohry
| Rok  | Název                                                 | Role          | Poznámky |
| ---- | ----------------------------------------------------- | ------------- | -------- |
| 2002 | Sled Storm                                            | A.J. Rollins  |          |
| 2004 | Scooby-Doo 2: Monsters Unleashed – The Video Game     | Shaggy Rogers |          |
| 2010 | Scooby-Doo! and the Spooky Swamp                      | Shaggy Rogers |          |
| 2014 | Scooby-Doo & Looney Tunes Cartoon Universe: Adventure | Shaggy Rogers |          |
| 2015 | My Friend Scooby-Doo!                                 | Shaggy Rogers |          |
| 2015 | Lego Dimensions                                       | Shaggy Rogers |          |
| 2018 | Scooby-Doo! Mystery Cases                             | Shaggy Rogers |          |